# 良弼
良弼（りょうひつ、リャンビ、1877年 - 1912年1月29日）は、清末の軍人・政治家。満洲族。愛新覚羅氏の出身で、太祖ヌルハチの弟のバヤラ（巴雅喇）の末裔である。両広総督イリブの孫。満州鑲黄旗に属する。

## 事跡
日本に留学し、1903年（光緒29年）、陸軍士官学校第2期歩兵科を卒業する。帰国後は練兵処調処差委となった。1904年（光緒30年）、練兵処軍学司監督となり、さらに新軍第6鎮第23標標統に転じた。1905年（光緒31年）、練兵処軍学司副使に任ぜられ、あわせて軍事教育を司る各職を兼任する。
1907年（光緒33年）、陸軍部軍学司司長に昇進した。1908年（光緒34年）12月、禁衛軍第1協統領に任ぜられる。1910年（宣統2年）、載濤に随従して欧米へ軍事視察に赴いた。辛亥革命勃発後の1911年（宣統3年）12月、鑲白旗漢軍副都統兼軍諮府軍諮使に異動した。
1912年（民国元年）1月、愛新覚羅溥偉・鉄良らと宗社党を結成し、清朝擁護の活動を図った。しかし同月26日、良弼は革命派の刺客、彭家珍が仕掛けた爆弾を受け重傷を負い、1月29日、回復せぬまま死亡した。